# 大明寺 (横須賀市)
大明寺（だいみょうじ）は、神奈川県横須賀市にある日蓮宗の寺院。山号は金谷山。本尊は一塔両尊四菩薩。大本山本圀寺の旧末寺（六条門流）。奠師法縁。

## 歴史
この寺は、石渡氏の結んだ草庵を明徳年間に現在地に移されたとも明徳年間に創建したとも伝えられる。戦国時代には太田氏の帰依を受け、江戸時代初頭には不受不施義の拠点のひとつであった。江戸時代には、江戸幕府から朱印状を受けていた。
多数ある旧末寺のうち、下記5か寺はかつて「大明寺評定五ヶ寺」であった。
- 大塚山妙蔵寺
- 平作山大光寺
- 松郷山妙覚寺
- 宝泉山常勝寺
- 大明山本円寺

## 文化財
- 横須賀市指定有形文化財
  - 木造三宝本尊像
  - 木造伝石渡則次夫妻坐像

## 旧末寺
日蓮宗は昭和16年に本末を解体したため、現在では、旧本山、旧末寺と呼びならわしている。
- 常教山浄蓮寺（川崎市幸区鹿島田）
- 普賢山妙海寺（川崎市中原区木月）
- 諏訪山大圓寺（横浜市中区大平町）
- 浦谷山法福寺（横須賀市追浜本町）
- 妙法山静圓寺（横須賀市田浦町）
- 猿海山龍本寺（横須賀市深田台）
- 星谷山淨蓮寺（横須賀市三春町）
- 照東山泉福寺（横須賀市三春町）
- 大塚山妙蔵寺（横須賀市池上）
- 平作山大光寺（横須賀市平作）
- 明登山大蔵寺（横須賀市平作）
- 橋本山妙傅寺（横須賀市平作）
- 玉龍山福泉寺（横須賀市平作）
- 神金山妙真寺（横須賀市公郷町）
- 明谷山妙栄寺（横須賀市佐野町）
- 松郷山妙覚寺（横須賀市森崎）
- 宝泉山常勝寺（横須賀市佐原）
  - 常勝寺末：大谷山正覚寺（横須賀市佐原）
  - 常勝寺末：普門山慈眼院（横須賀市佐原）
- 東向山圓照寺（横須賀市走水）
- 東耀山顕正寺（横須賀市東浦賀町）
- 南向山本行寺（横須賀市長沢）
- 龍谷山法道寺（横須賀市須軽谷）
- 講尾山本住寺（横須賀市太田和）
- 妙中山栄林寺（横須賀市太田和）
- 大芝山善応寺（横須賀市太田和）
- 長光山妙印寺（横須賀市長坂）
- 長栄山妙忍寺（横須賀市秋谷）
- 天王山大泉寺（三浦市初声町和田）
- 大明山本圓寺（三浦郡葉山町木古庭）
- 沼間山法勝寺（逗子市沼間）
- 梵行山善性寺（平塚市夕陽ヶ丘）